# Coordination of Information on the Environment
Coordination of Information on the Environment, en català Coordinació d'Informació sobre el Medi Ambient (CORINE) és un programa europeu que va ser iniciat el 1985 per la Comissió europea, amb l'objectiu de reunir la informació relacionada amb el nedi ambient en temes prioritaris per la Unió Europea (aire, aigua, terra, coberta de terra, erosió costanera, biòtops, etc.). A partir del 1994 l'Agència Europea de Medi ambient va integrar CORINE en el seu programa de treball.
Els dos principals programes CORINE són CORINE Land Cover (coberta del sol), i Biòtops Corine.